# Верхний Аллагуват
Верхний Аллагуват (баш. Үрге Аллағыуат) — деревня в Стерлибашевском районе Республики Башкортостан Российской Федерации. Входит в состав Аллагуватского сельсовета.

## География

### Географическое положение
Находится на левом берегу реки Ашкадар.
Расстояние до:
- районного центра (Стерлибашево): 42 км,
- центра сельсовета (Нижний Аллагуват): 1 км,
- ближайшей ж/д станции (Стерлитамак): 61 км.

## Население
| 2002 | 2009 | 2010 |
| ---- | ---- | ---- |
| 150  | ↘132 | ↗154 |

Национальный состав
Согласно переписи 2002 года, преобладающая национальность — башкиры (96 %).